# Ryan Stafford
Pour les articles homonymes, voir Stafford.
Ryan Stafford est un joueur américain de volley-ball né le 31 mars 1986 à San Ramon en Californie. Il mesure 1,98 m et joue au poste d'Attaquant.

## Clubs
| Club                | Pays      | De        | À |
| ------------------- | --------- | --------- | - |
| TV Rottenburg       | Allemagne | 2008-2009 |   |
| Supervolley Ens     | Autriche  | 2009-2011 |   |
| Avignon Volley-Ball | France    | 2011-2012 | … |

## Palmarès
- Championnat de France Ligue B
  - Vainqueur : 2012